# Souterrain von Bullionfield
Das ausgegangene Souterrain von Bullionfield lag westlich von Dundee nahe an der Zufahrt zur Autobahn A 90, in Perth and Kinross in Schottland. 1955 erwähnte A. MacLeod aus Longforgan (ebenfalls Standort eines Souterrains), dass er neun oder zehn Jahre zuvor, als er an einer Straßenverbreiterung arbeitete,  ein Souterrain gesehen habe. Er wies auf eine Stelle, an der die dort Kingsway genannte Autobahn einen großen Rundhügel durchquert, ein idealer Ort für ein Souterrain.
Das Souterrain wurde zerstört und entfernt, als der Kingsway gebaut wurde. Die letzten Meter blieben im Wall auf der Südostseite der Straße erhalten, und dieses Fragment sah MacLeod 1946. Er beschreibt es als „unterirdische Passage“ mit einer Breite von etwa 2,1 m und einer Höhe von 1,8 m, „oben schmaler, weil die Wände nach innen geneigt waren“ und einem Dach aus Steinplatten. Der Hohlraum war „hauptsächlich mit schwarzer Asche gefüllt“. Die gesamte Struktur wurde entfernt, als der Wall zurückgesetzt wurde. In dieser Beschreibung kann ein Souterrain mit intakten Kragwänden und in situ befindlichem Dach erkannt werden.
In der Nähe liegen die Souterrains von Mylnefield und die Steinkiste von Pitkerro.